# Arteria intercostal suprema
La arteria intercostal suprema o arteria intercostal superior es una arteria que se origina en la rama descendente de la arteria subclavia.

## Ramas
Emite las siguientes ramas:
- Dos o tres primeras arterias intercostales, que a su vez se dividen en el agujero de conjunción de la vértebra en dos ramos:

- Ramo dorsoespinal, para los músculos espinales, médula espinal y raquis.
- Ramo intercostal propiamente dicho, que recorre el espacio correspondiente y se anastomosa con las arterias intercostales anteriores, ramas de la arteria mamaria interna.

## Distribución
Termina a nivel de los espacios intercostales.